# Operațiunea Grapple

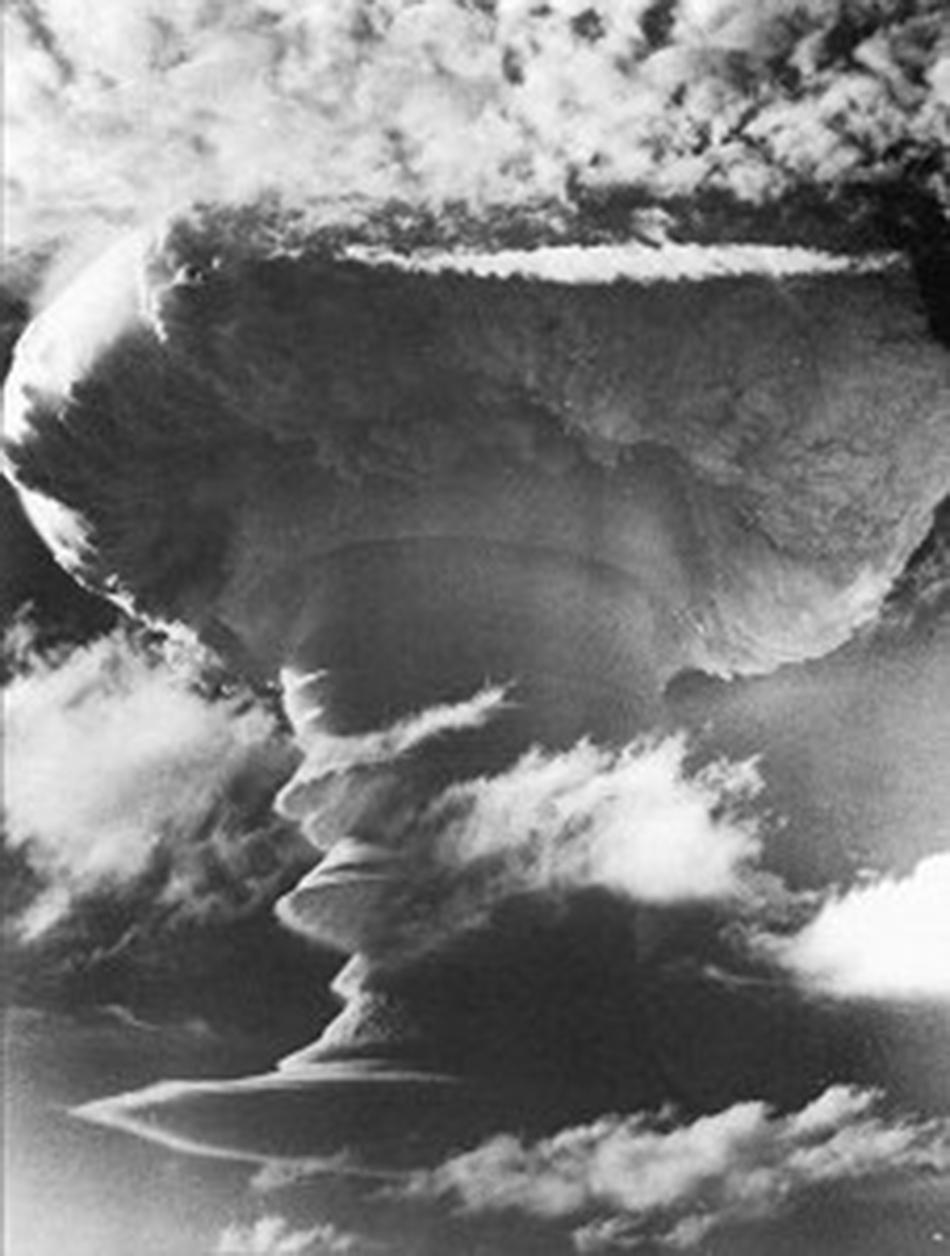
Operaţiunea Grapple X

Grapple X a fost primul test britanic al unei bombe cu hidrogen (modelul Teller-Ulam). Testul a avut loc pe 8 noiembrie 1957, dispozitivul fiind lansat deasupra părții sudice a insulei Christmas.